# Scopula rufinubes
Scopula rufinubes är en fjärilsart som beskrevs av W. Warren 1900. Scopula rufinubes ingår i släktet Scopula och familjen mätare. Inga underarter finns listade.